# Oswald Lohse
Wilhelm Oswald Lohse (13 de fevereiro de 1845 - 14 de maio de 1915) foi um astrônomo alemão . Ele trabalhou pela primeira vez no Observatório Particular de Bothkamp e, a partir de 1874, no Observatório Astrofísico de Potsdam, sendo seu astrônomo chefe até ao momento de sua morte. 
Seu principal trabalho envolveu a investigação das características da superfície de Marte e Júpiter . Depois disso, ele explorou estrelas binárias e, finalmente, trabalhou na espectroscopia de estrelas, que incluiu experimentos de laboratório sobre os espectros de metais. 
Crateras em Marte e na Lua foram nomeadas em sua homenagem. 

### Obituários
- AN 201 (1915) 47/48 (in German)
- PASP 27 (1915) 202